# Hans Pieper (Architekt)
Hans Wilhelm Pieper (* 9. April 1882 in Landsberg an der Warthe; † 23. März 1946 in Lübeck) war ein deutscher Architekt, Denkmalpfleger und Baubeamter, er amtierte als Stadtbaudirektor und oberster Denkmalpfleger in Lübeck.

## Leben
Ab 1902 studierte Pieper Architektur an der Technischen Hochschule in Darmstadt bei Georg Wickop. Als Regierungsbauführer in der staatlichen Bauverwaltung bereitete sich Pieper nach seinem Diplom 1905 auf die Beamtenlaufbahn im höheren Staatsdienst vor und wurde 1909 zum Regierungsbaumeister ernannt. 
Nach Tätigkeiten in verschiedenen Architekturbüros in Mainz, Wiesbaden und Köln war Pieper zunächst ab 1912 im Hochbauamt der Stadt Köln beschäftigt. 1915 wurde Pieper zum Stadtbauinspektor, 1921 zum Stadtbaurat berufen. Er entwarf er zusammen mit Hans Verbeek die Ausstellungs- und Messegebäude der Stadt Köln. 1927 wechselte er nach Lübeck, wo er zunächst als Oberbaurat tätig war.

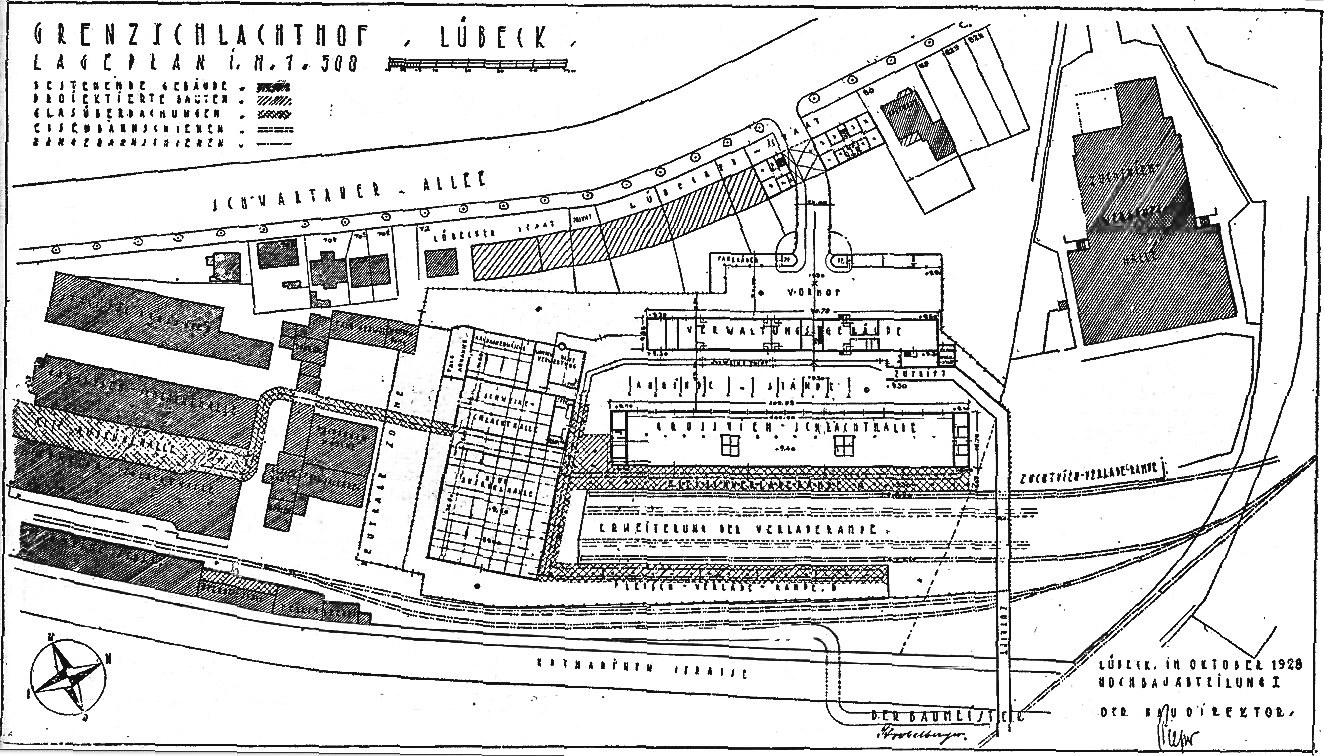
Lageplan (1928)

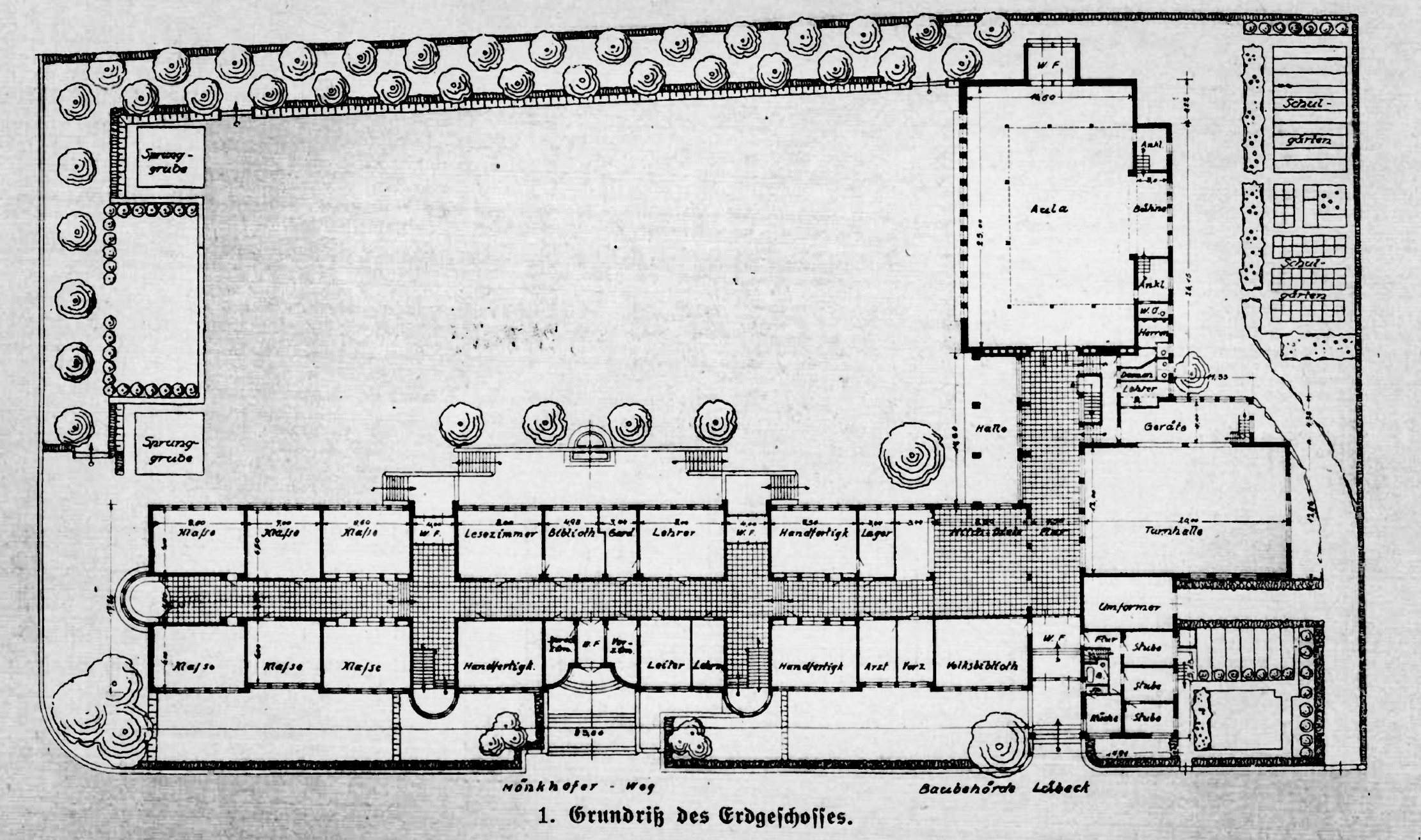
Volksschule „Am Klosterhof“ (1931)

In seinen Verantwortungsbereich fiel mit der Errichtung des Seegrenzschlachthofes das umfangreichste Projekt der Stadt zu. Bereits vor dessen Errichtung galt das Kühlhaus mit seiner direkten Anbindung an den Allgemeinen Schlachthof als die einzig derartig vernetzte Anlage und als das größte Unternehmen seiner Art im Deutschen Reich und im gesamten Ostseeraum. Die Einheit von Hafen, Eisenbahn, Schlachthof und Kühlhaus war zu dieser Zeit sowie beide Weltkriege hindurch für die Versorgung Deutschlands, so wurde täglich das Kohlerevier des heutigen Nordrhein-Westfalens beliefert, und auch für die wirtschaftliche Prosperität der Stadt bedeutend.
Während jener Bauphase wurde Pieper zum 1. August 1929 als Nachfolger Johannes Baltzers zum Baudirektor der Stadt ernannt. Als oberster Baubeamter der Stadt wurde er gleichzeitig mit der Denkmalpflege betraut.
Sein heute bedeutendstes Werk als Architekt ist die Volksschule „Am Klosterhof“ im lübeckischen Mönkhofer Weg, die er für nach den Plänen des Reformpädagogen Sebald Schwarz 1931 errichtete und seinerzeit die modernste Schule des Reiches gewesen ist. Bekannt geworden ist er besonders durch seine Wiederaufbauplanungen für die Stadt Lübeck nach dem Luftangriff auf Lübeck am 29. März 1942, die sein Sohn Klaus Pieper 1946 nach seinem Tod veröffentlicht hat.

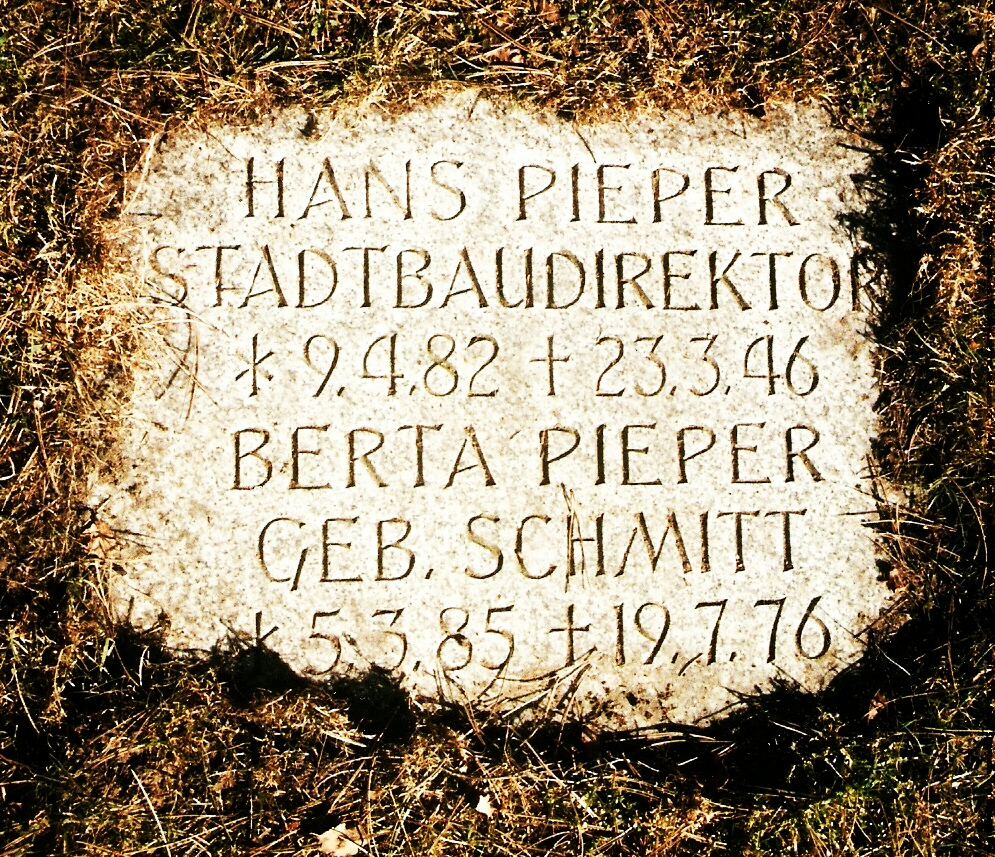
Ehrengrab auf dem Vorwerker Friedhof

Piepers Wirken zu Zeiten des Nationalsozialismus ist bis heute nicht erforscht. Er verantwortete unter anderem den Umbau der in der Reichspogromnacht im Inneren zerstörten Lübecker Synagoge zu einer Sporthalle. Seine Haltung zur Judenvernichtung und zum Nationalsozialismus im Verhältnis zu Demokratien nach amerikanischen und britischem Vorbild wird durch einen Satz in einem Artikel für die Lübeckischen Blätter deutlich, in dem er aus freien Stücken auf die Frage hin, wie Lübeck in 10 Jahren aussehen würde, bekundet: Prophezeien sei eine sehr undankbare Sache, „insbesondere in einer Zeit, in der sich Deutschland in einem Kampf um Sein oder Nichtsein nicht nur mit den britisch-amerikanischen Demokratien, sondern – was vielleicht gefährlicher ist – auch mit dem Weltjudentum befindet.“

## Schriften
- Lübeck. Städtebauliche Studien zum Wiederaufbau einer historischen deutschen Stadt. (Posthum bearbeitet und herausgegeben von Klaus Pieper) Br. Sachse, Hamburg 1946.